# Athetis corticea
Athetis corticea är en fjärilsart som beskrevs av George Francis Hampson 1918. Athetis corticea ingår i släktet Athetis och familjen nattflyn. Inga underarter finns listade i Catalogue of Life.